# Anna van East Anglia
Anna, of  Annah (ca. 590 - 654) was koning van het koninkrijk East Anglia vanaf 635 tot zijn dood. 

## Geschiedenis
Volgens de overlevering was hij zoon van Eni. Anna zou zijn begraven in Blythburg.
Tijdens zijn regering moest hij zich verzetten tegen de expansiepolitiek van Penda van Mercia. Deze had Anna's broer en voorganger Ecgric al in 635 gedood. East Anglia was overigens niet het enige doel van Penda. In 645 veroverde Penda Wessex en verdreef daar koning Cenwalh, die in ballingschap ging bij Anna. Anna wist hem te overtuigen om zich te laten dopen. In 648 slaagde Cenwah er in Wessex te heroveren, maar nu richtte Penda zich naar East Anglia. Rond 651 slaagde Penda er in om East Anglia te veroveren. Anna wist de abdij van Cnobheresburgh lang genoeg te verdedigen om de monniken naar Nijvel te laten vertrekken. Anna moest zijn toevlucht zoeken bij Merewalh, een onderkoning van Mercia. Ook hem wist hij tot het christelijk geloof te bekeren. Anna krijgt een paar jaar later de regering over East Anglia terug maar sneuvelt kort daarna (654) in een veldslag tegen Mercia bij Blythburg in Suffolk. 
Anna's broer Æthelhere volgde hem op, maar hij was volledig afhankelijk van Penda.
Volgens de traditie stamde Anna uit een lijn van koningen van East Anglia: hij was zoon van Eni, die zoon was van Tyttla, die zoon was van Wuffa. Deze koningen worden tegenwoordig als legendarisch beschouwd. Eveneens volgens de traditie was hij gehuwd met (de heilige) Hereswitha maar ook zij wordt tegenwoordig als legendarisch beschouwd.

## Huwelijken en kinderen
De meeste bronnen gaan ervan uit dat hij twee echtgenotes heeft gehad, waarvan de eerste Sewara zou kunnen heten. Zij was al getrouwd geweest en had al een dochter, die dus stiefdochter werd van Anna: H. Saetrid, abdis in Faremoutiers.
Anna had vier dochters en een zoon:
- H. Sexburga, abdis in Ely,
- H. Ethelreda, abdis in Ely,
- H. Ethelburga, abdis in Faremoutiers
- H. Withburga
- H. Jurminus, samen met zijn vader gesneuveld en begraven